# 貝爾克里克鎮區 (北達科他州迪基縣)
貝爾克里克鎮區（英語：Bear Creek Township）是位於美國北達科他州迪基縣的一個鎮區。

## 地方資料
貝爾克里克鎮區的面積為77.99平方千米，當中陸地面積為77.72平方千米，而水域面積為0.27平方千米。根據2020年美國人口普查的數據，當地共有人口201人，而人口密度為每平方千米2.58人。